# Platypezina diversa
Platypezina diversa är en tvåvingeart som först beskrevs av Johnson 1923.  Platypezina diversa ingår i släktet Platypezina och familjen svampflugor. Inga underarter finns listade i Catalogue of Life.